# Eugenio Yanguas Ortiz
Eugenio Yanguas y Ortiz fue un pintor español de la segunda mitad del siglo XIX.

## Biografía
Nació en 1850 en Zaragoza. Discípulo de Marcelino de Unceta, en 1867 obtuvo, concedido por el Ateneo zaragozano, un premio con mención honorífica.  También presentó un lienzo al óleo en la Exposición Aragonesa de 1868 y Una chula deshojando una rosa en la Nacional de 1878.  En 1882 remitió Un indiscreto para una exposición abierta en el comercio de Hernández, en Madrid.